# Ivan Petlin
Ivan Petlin (rusky Иван Петлин, konec 16.–17. století) byl ruský kozák působící v první třetině 17. století na Sibiři, který v letech 1618–1619 navštívil čínskou říši Ming jako první ruský vyslanec v Číně. Roku 1618 ho na příkaz cara tobolský vojevoda Ivan Kurakin vyslal do mingské Číny navázat diplomatické styky. Skupina kozáků v čele s Petlinem přes Mongolsko dospěla do Pekingu, byla přijata mingskými úřady a do Ruska přivezli list mingského císaře Wan-liho (vládl 1572–1620). Na jejich misi však další nenavázaly.

## Život
Ivan Petlin byl sibiřský kozák z Tomska. Roku 1618 ho na příkaz cara Michaila Fjodoroviče tobolský vojevoda Ivan Kurakin vyslal do mingské Číny navázat diplomatické styky. Petlin ovládal několik jazyků, sloužil jako tlumočník, a již měl diplomatické zkušenosti (roku 1609 byl vyslán k teleutskému knížeti Abakovi). Měl za úkol popsat cestu do Číny, shromáždit informace o Číně i okolních zemích a najít pramen řeky Ob (předpokládalo se, že cesta do Číny by mohla vést podél Obu). V Číně měl Petlin vyjasnit možnosti navázaní vzájemných styků.
Dvanáct kozáků v čele s Petlinem vyjelo z Tomska 9. května 1618, společně s posly mongolského Altan-chána vracejícími se do Mongolska. Cestovali údolím řeky Tom, překročili Horskou Šoriju, Abakanský hřbet, Západní Sajan a dostali se do Tuvy. Poté překonali horní tok Chemčiku, přešli několik horských hřebenů a dospěli k jezeru Úreg núr. Poté se obrátili k východu, sestoupili do stepi a tři týdny po odchodu z Tobolska dospěli k sídlu mongolského chána u jezera Uvs núr. Altan-chán poskytl Rusům průvodce, kteří sloužili i jako tlumočníci do čínštiny. Odtud vyrazili na jihovýchod, přešli pohoří Changaj, postoupili na východ k řece Kerulen a pak na jihovýchod, přešli poušť Gobi a dostali se do Kalganu a k Velké čínské zdi. Do Pekingu přijeli 1. září 1618.
V Pekingu zahájili rozhovory s představiteli mingské vlády. Kvůli chybějícím darům pro císaře Wan-liho jím nebyli přijati; nicméně obdrželi jeho oficiální list určený ruskému caru a Rusům bylo dovoleno posílat další poselstva a obchodovat. Na zpáteční cestu vyrazili po čtyřech dnech, na tři týdny se zdrželi v Kalganu přípravami na přechod Gobi, a 10. října opustili Čínu. Do Tomska dojeli 19. května 1619, společně s mongolskými vyslanci mířícími do Moskvy a kyrgyzským poselstvem jedoucím do sibiřských měst. Z Tomska pokračovali do Tobolska, kde Petlin o své cestě sepsal obsáhlou zprávu Přehled o čínském státu… (Роспись Китайскому государству и Лобинскому, и иным государствам, жилым и кочевным, и улусам, и великой Оби, и рекам и дорогам), která byla cenná zejména popisem pozemní cesty do Číny doplněným mapou. Se zprávou a dokumenty Petlin pokračoval do Moskvy, kam dorazil koncem roku 1619.
Petlinova mise neměla pokračování, Rusko zaujaté těžkými válkami s Polskem a Tureckem v diplomatických stycích s Čínou nepokračovalo a Petlinova zpráva zapadla v archivech. List císaře Wan-liho v Moskvě nikdo nedokázal přečíst a zůstal v archivu, dokud ho roku 1675 nepřeložil Nikolaj Gavrilovič Spafarij během přípravy své mise v Číně, kde mezitím mingský režim vystřídala říše Čching. Petlinovy informace se naopak setkaly s živým zájmem v západní Evropě: v první polovině 17. století byla jeho zpráva přeložena do několika evropských jazyků.

## Zajímavosti
Obsah Wan-liho dopisu uchovávaného v moskevském diplomatickém archivu byl desítky let tajemnou záhadou, pod vlivem tohoto dopisu v ruštině vzniklo slovní spojení „čínský dopis“ (китайская грамота) označující cosi neznámé a záhadné.